# Only If You Want It
Only If You Want It è un singolo dell'EP 5150: Home 4 Tha Sick EP del rapper Eazy-E. Il brano è prodotto dai Naughty by Nature.

## Tracce

### A-Side
1. "Only If You Want It" (Clean Mix)- 3:03
2. "Only If You Want It" (Instrumental)- 3:03

### B-Side
1. "Neighborhood Sniper" (Cold 187um Street Uncensored Mix)- 5:12
2. "Neighborhood Sniper" (Instrumental)- 5:12